# کشتار باگا ۲۰۱۵
کشتار باگا ۲۰۱۵ به قتل‌عام و کشتار دسته جمعی اهالی شهر باگا و حومه آن در ایالت بورنو کشور نیجریه می‌پردازد، که در حد فاصل سوم تا هفتم ژانویه ۲۰۱۵، توسط گروه جهادی سلفی بوکو حرام به وقوع پیوست.
این حمله در تاریخ سوم ژانویه و با تصرف یک پایگاه نظامی که مقر نیروهای ضربت چند ملیتی بود آغاز شد، این پایگاه شامل نیروهای نظامی از چاد، نیجر و نیجریه بود. سپس شبه‌نظامیان هزاران نفر از مردم محلی را مجبور به ترک خانه‌های خود کردند و در همین بین مرتکب کشتار جمعی شدند، که در تاریخ هفتم ژانویه قتل‌عام به اوج خود رسید.